# ويليام بيرك ميلر
ويليام بيرك ميلر (بالإنجليزية: William Burke Miller)‏ هو صحفي أمريكي، ولد في 14 أبريل 1904، وتوفي في 29 ديسمبر 1983.